# Cantemir, Cetatea Albă
Cantemir (în ucraineană Пасічне, transliterat: Pasicine) este un sat în comuna Plahteevca din raionul Cetatea Albă, regiunea Odesa, Ucraina. Satul a fost locuit de germanii basarabeni.

## Demografie
Componența lingvistică a localității Cantemir
     Ucraineană (63,36%)
     Română (19,83%)
     Rusă (12,72%)
     Bulgară (3,88%)
Conform recensământului din 2001, majoritatea populației localității Cantemir era vorbitoare de ucraineană (63,36%), existând în minoritate și vorbitori de română (19,83%), rusă (12,72%) și bulgară (3,88%).